# Ratskeller
Der Ratskeller (auch Ratsklause) ist im deutschsprachigen Raum ein häufig vorkommender Name von Gaststätten, die sich in einem Rathaus oder in direkter Nachbarschaft dazu befinden. Ratskeller zählen meistens zu den örtlichen Traditionsgaststätten und bieten gutbürgerliche Küche an. Häufig sind die als Keller bezeichneten Wirtschaftsräume Eigentum der Stadt oder Gemeinde, die sie an einen Gastwirt verpachtet. Sehr bekannt sind der Bremer Ratskeller oder der Ratskeller zu Lübeck. Die Bezeichnung Keller besagt dabei nicht zwingend, dass ein Lokal auch tatsächlich in Kellerräumen (im Untergeschoss) untergebracht ist oder war.
In verschiedenen Städten der Vereinigten Staaten in die deutsche Einwanderung stattfand, hat sich der Name ebenso erhalten. Die amerikanischen Ratskeller liegen oft im Mittleren Westen aber auch in Neuengland, wie der Punk-Ur-Club The Rathskeller in Boston.
Der Ausdruck „auf den Keller gehen“, mit dem heute meist der Bierkeller gemeint ist, ist seit dem 17. Jahrhundert belegt und leitet sich vermutlich vom Ausdruck „auf das Rathaus gehen“ ab, was auf den Ratskeller übertragen wurde.

## Galerie

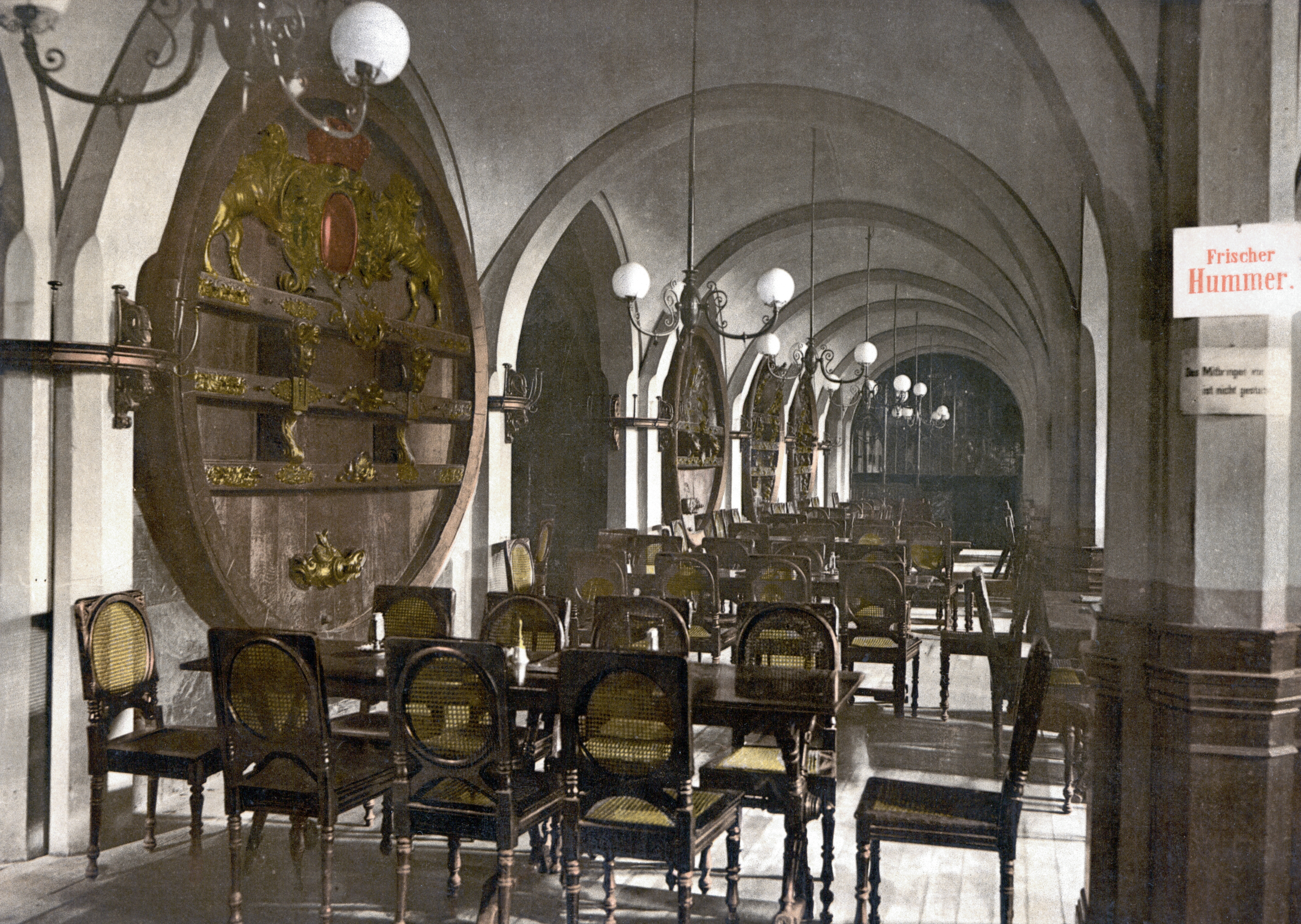
Bremer Ratskeller
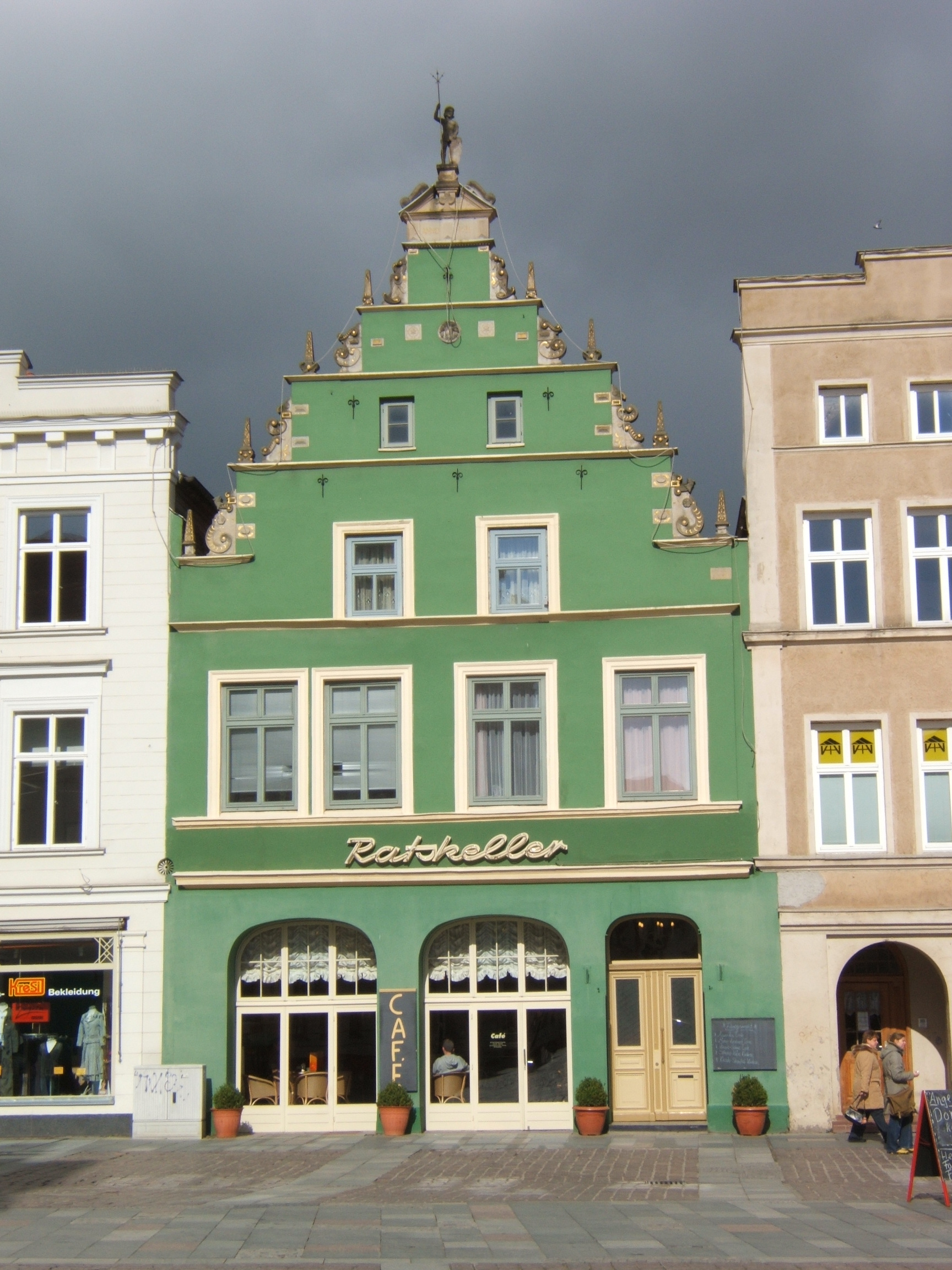
Ratskeller in Güstrow
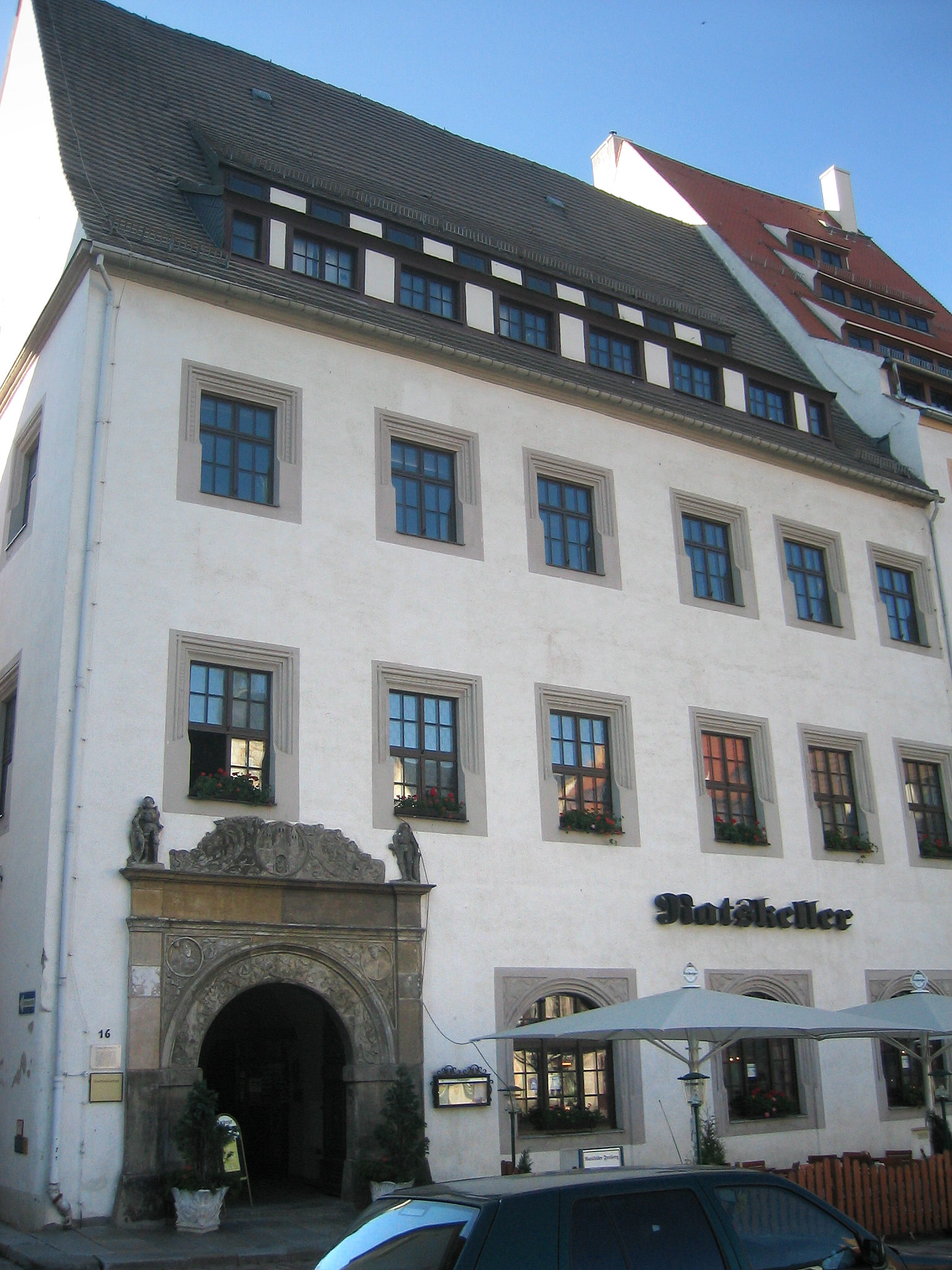
Freiberger Ratskeller
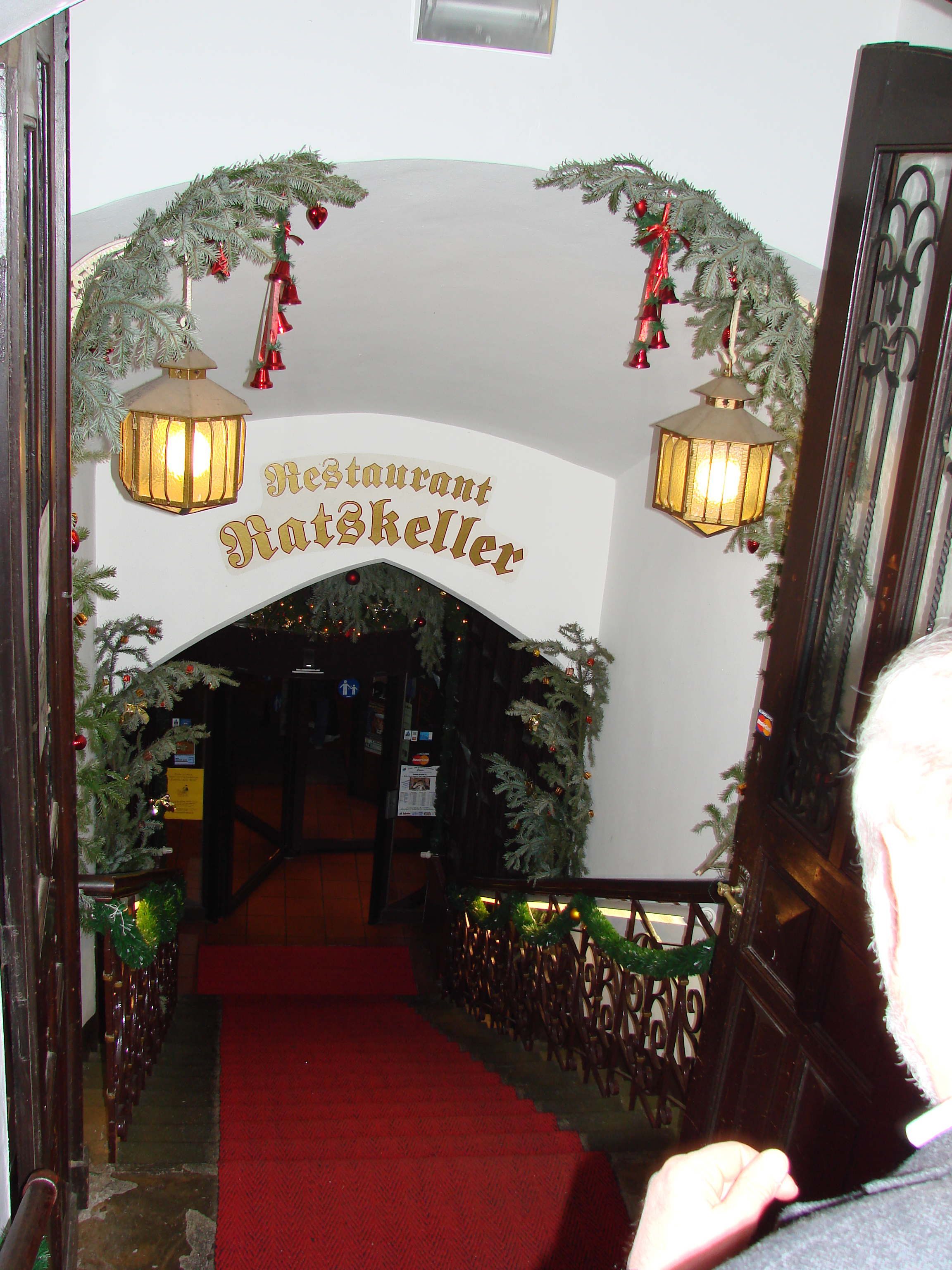
Ratskeller zu Lübeck
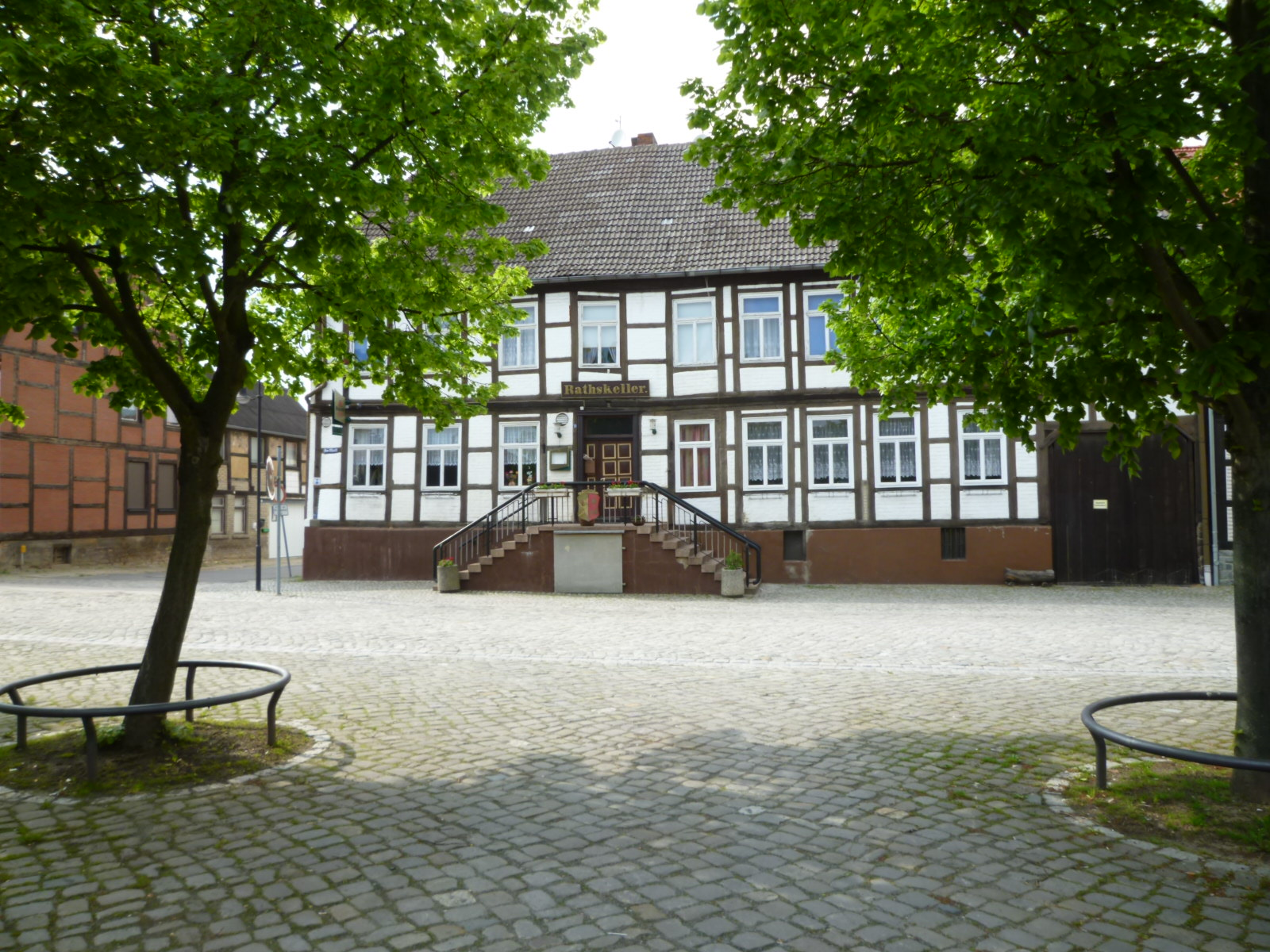
Rathskeller in Calvörde
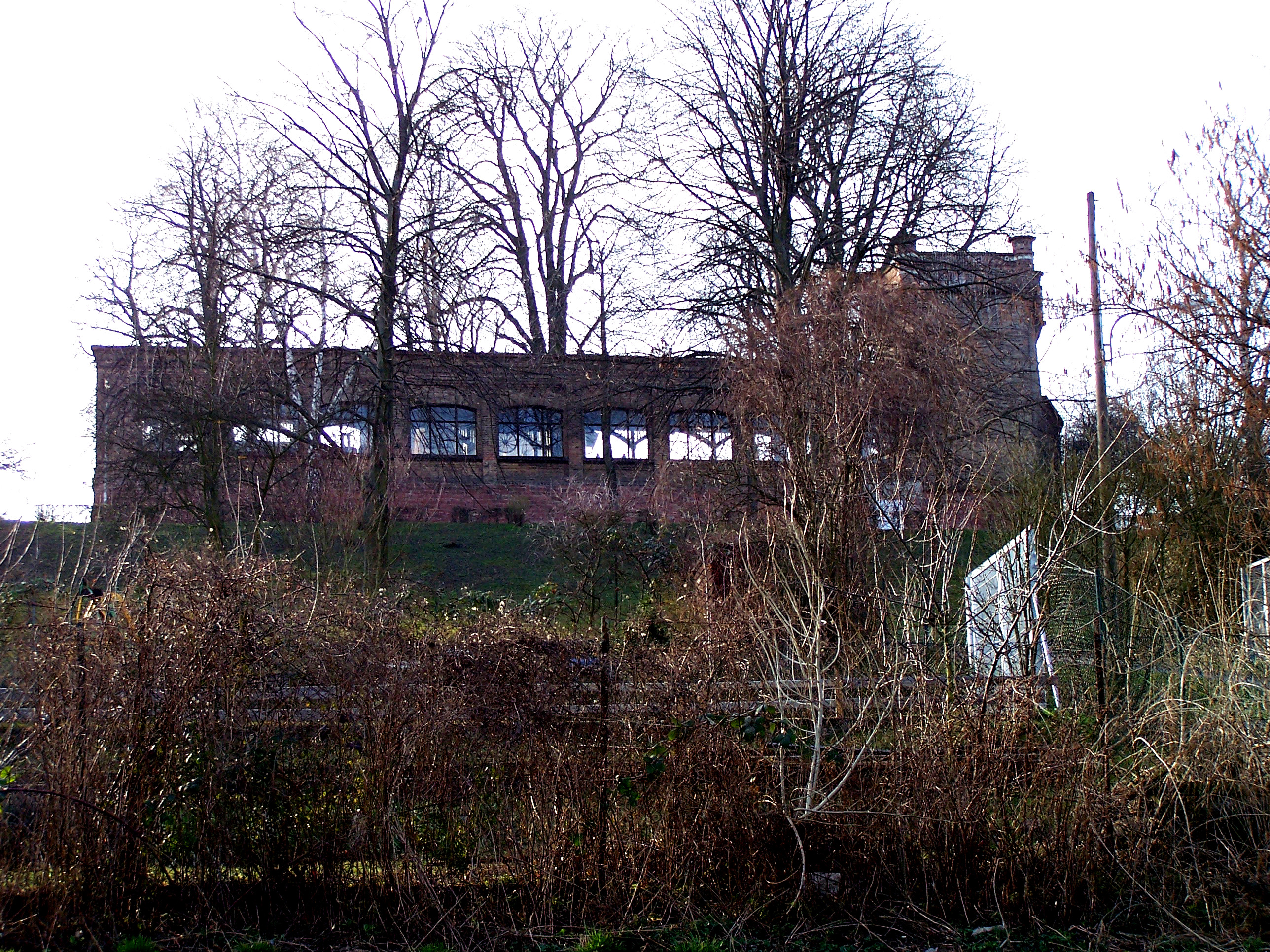
Ratskeller am Bornheimer Hang in Frankfurt-Bornheim, am 17. Juni 2012 geschlossen
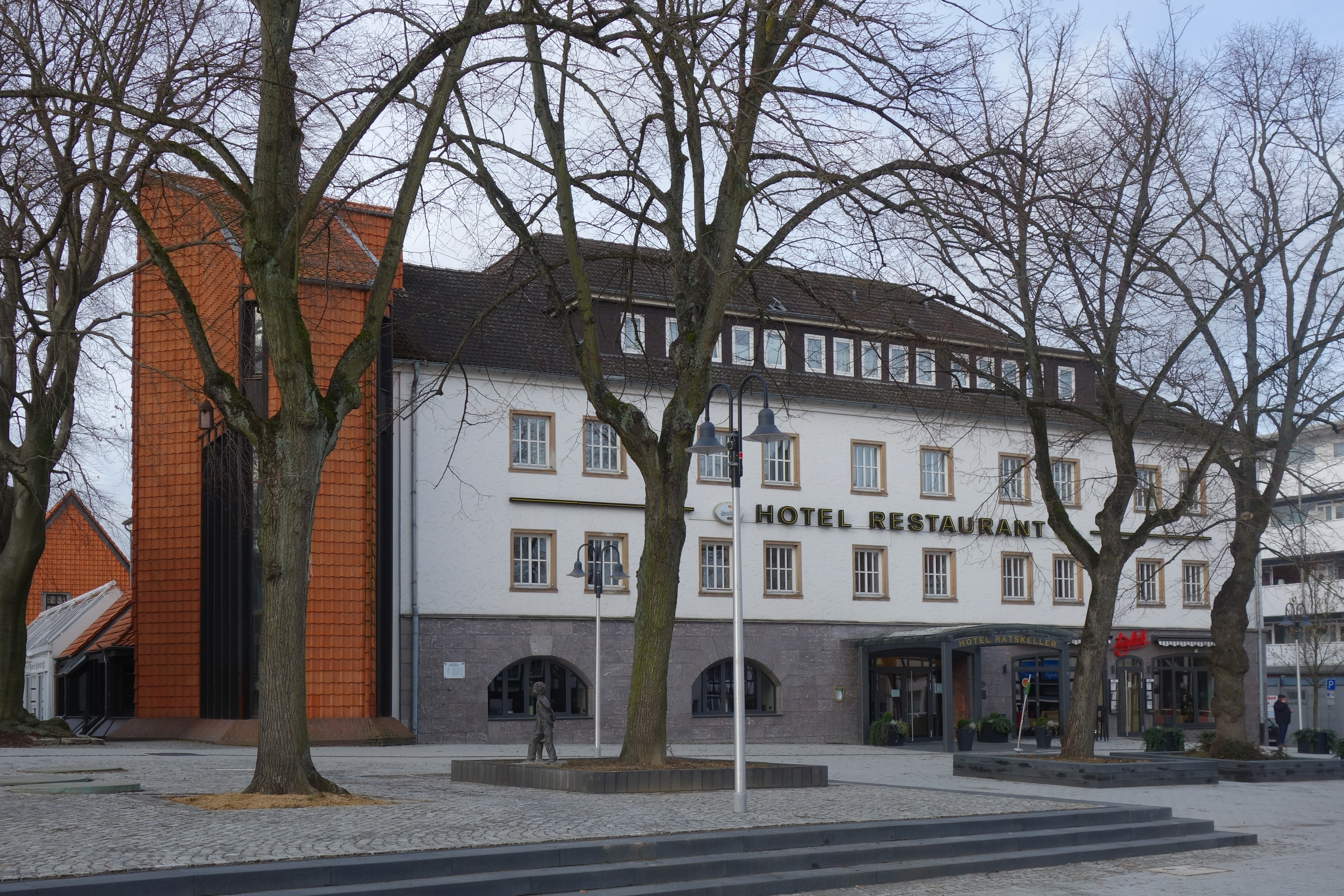
Ratskeller von Salzgitter-Bad
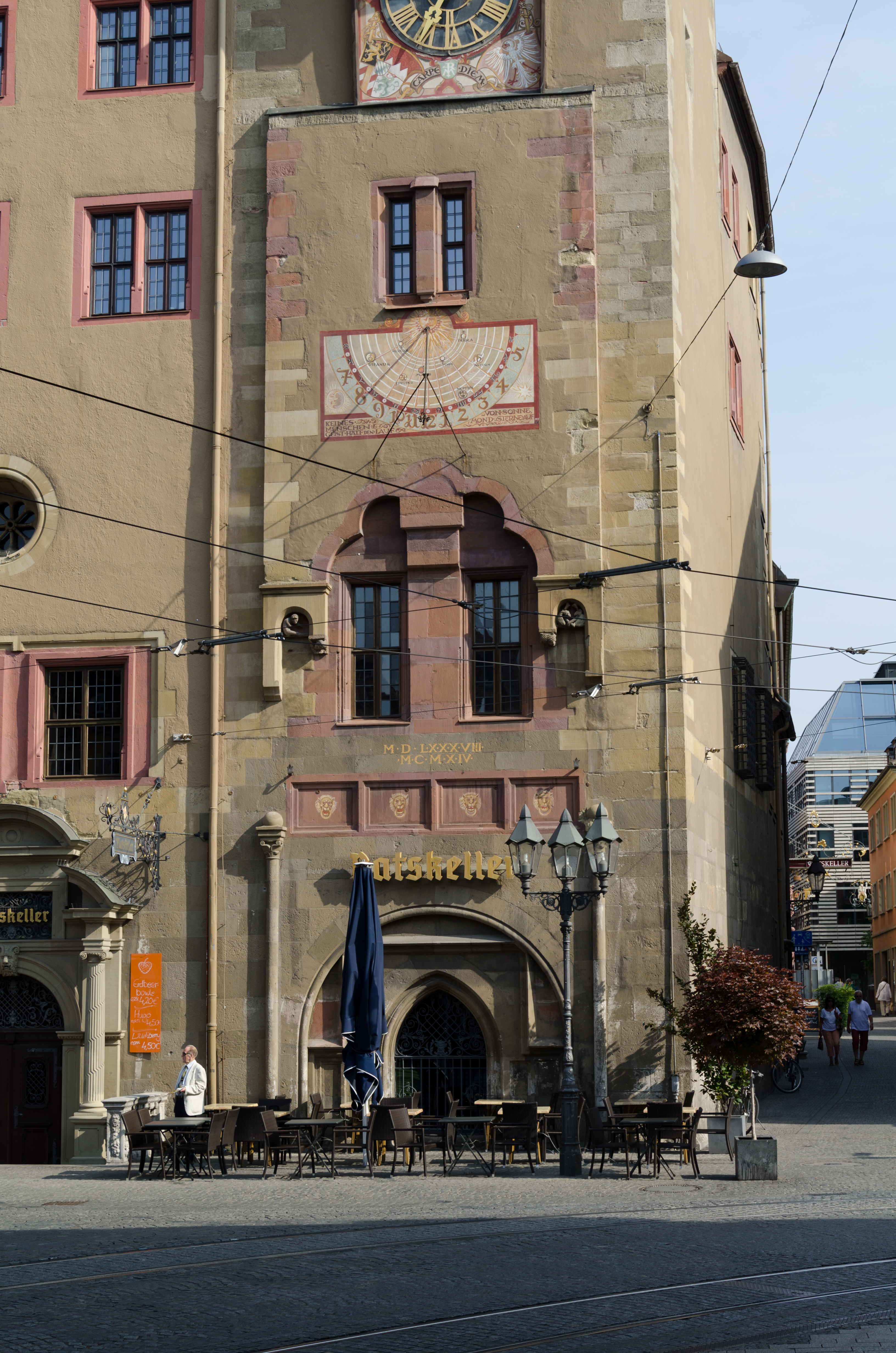
Ratskeller im Grafeneckart (Rathaus Würzburg)
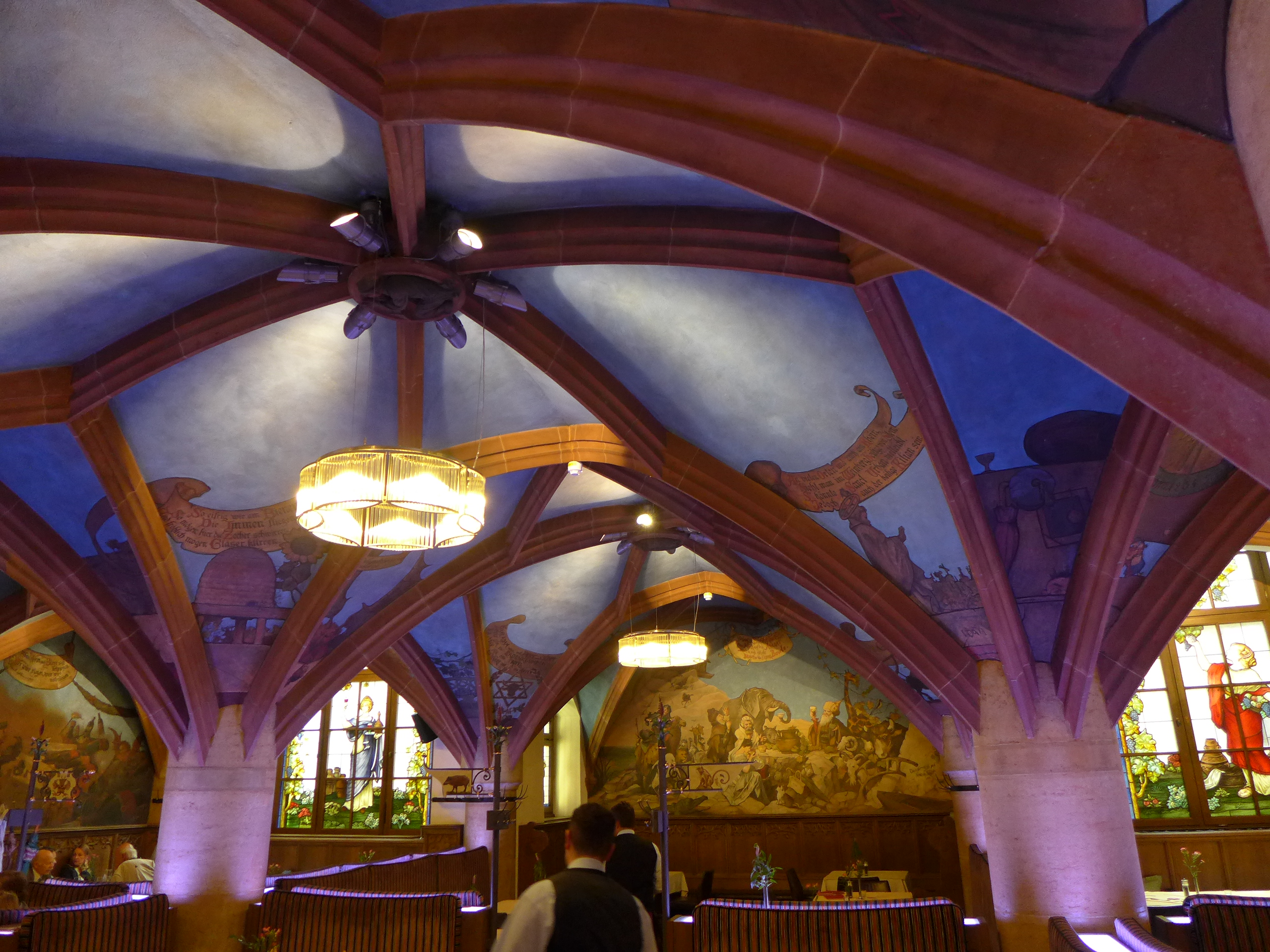
Gewölbe im Ratskeller, Neues Rathaus München
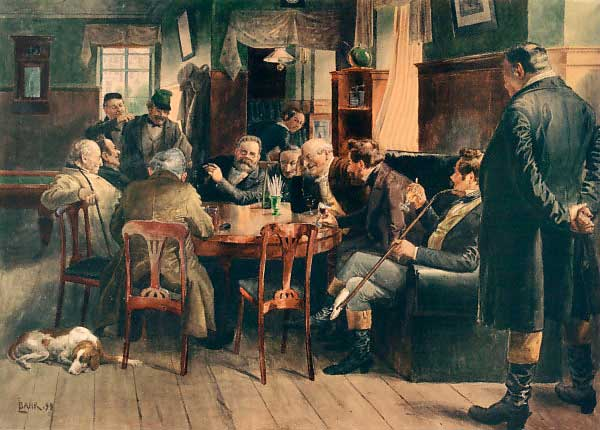
Stammtischrunde mit Fritz Reuter im Ratskeller Neubrandenburg (Johann Bahr, 1899)